# Смяротнае вяселле
«Смяротнае вяселле» — второй концертный альбом группы «Ляпис Трубецкой», который был выпущен в марте 1997 года.

## История
Второй концертный альбом группы «Ляпис Трубецкой». На данной кассете представлена запись концерта «Смяротнае вяселле», который состоялся в Минске в ДК Профсоюзов 4 октября 1996 года. Сам Михалок остался недоволен данным релизом. Тем не менее запись была сделана довольно качественно.
На вкладыше альбома «Смяротнае вяселле» не указано никаких выходных данных, в связи с чем до сих пор невозможно установить лейбл, на котором была выпущена аудиокассета.
Существует также видеоверсия концерта, выпущенная компанией «Фобос-видео» в 1997 году. Содержание песен на аудиокассете сильно отличается от сет-листа видеозаписи.
В аудиокассету не вошли следующие песни, записанные во время концерта: «Чаечки» (Михалок поёт без Ролова в начале концерта), «Абы чо», «Седовласый слепец», «Буратино», «Ау», «Паренёк под следствием», «Пастушок», «Зеленоглазое такси».

## Список композиций
1. Жаль, что весна
2. Лётчик и моряк
3. Кинула
4. Лебёдушка
5. Был в Керчи
6. Чаечки (дуэт с А. Роловым)
7. Серый
8. Евпатория
9. Курвы танчуть баль
10. Я лечу в Москву

## Видеоверсия
1. Чаечки
2. Ранетое сердце
3. Был в Керчи
4. Слепой гусляр
5. Про лётчика и моряка
6. Ты кинула
7. Евпатория
8. Ау
9. Паренёк под следствием
10. Пастушок
11. Зеленоглазое такси

## Информация об альбоме
- С. Михалок — вокал, аккордеон
- Р. Владыко — гитара
- О. Ладо — бас-гитара
- Г. Дрындин — труба, бэк-вокал
- В. Дроздов — скрипка, бубен, вокал
- А. Ролов (Логвин) — вокал, подтанцовка
- П. Кузюкович — валторна, бэк-вокал
- А. Любавин — барабаны

Автор слов и музыки — Сергей Михалок